# VDI-Richtlinie

VDI-Logo

Eine VDI-Richtlinie wird vom Verein Deutscher Ingenieure aufgestellt. Derzeit gibt es über 2050 gültige VDI-Richtlinien. Sie enthalten Empfehlungen und Regeln im Bereich der Ingenieurwissenschaften und zum Stand der Technik. Entsprechend den technischen Entwicklungen werden die bestehenden VDI-Richtlinien regelmäßig aktualisiert. Jährlich kommen über 200 neue VDI-Richtlinien zum VDI-Regelwerk hinzu. Die VDI-Richtlinien werden über DIN Media in gedruckter und elektronischer Fassung vertrieben. Alternativ können sie an diversen öffentlichen Auslegestellen im In- und Ausland, zumeist Universitätsbibliotheken, eingesehen werden.
Das Erstellen von technischen Regelwerken, in der Hauptsache VDI-Richtlinien, ist laut seiner Satzung ein wesentlicher Zweck des VDI. Diese  werden von Experten aus Industrie, Wissenschaft und Verwaltung in ehrenamtlicher Arbeit zusammen mit hauptamtlichen Mitarbeitern der jeweiligen VDI-Fachgesellschaft in VDI-Richtlinienausschüssen erstellt. Durch das Einspruchsverfahren wird der interessierten Öffentlichkeit die Möglichkeit zur Einflussnahme gegeben.

## Rechtliche Bedeutung
Eine VDI-Richtlinie ist eine richtungsweisende Arbeitsunterlage sowohl für die Wissenschaft als auch für die Praxis. Mit ihren Beurteilungs- und Bewertungskriterien gibt sie fundierte Entscheidungshilfen und bildet „einen Maßstab für einwandfreies technisches Vorgehen“. VDI-Richtlinien geben Fachleuten die Sicherheit, sich an einer anerkannten Regel der Technik zu orientieren und danach zu handeln. Grundsätzlich haben VDI-Richtlinien den Charakter von Empfehlungen. Ihre Anwendung steht jedem frei, das heißt, man kann sie anwenden, darf aber die Einhaltung des Stands der Technik auch auf andere Weise sicherstellen. Die Anwendung einer VDI-Richtlinie entbindet den Nutzer nicht von der Verantwortung für eigenes Handeln und sie geschieht damit rechtlich auf eigene Gefahr.
Besondere rechtliche Bedeutung erlangen VDI-Richtlinien national zum Beispiel durch die Aufnahme in Gesetze, Rechtsverordnungen, Erlasse oder Vorschriften und in privaten Verträgen. Hier sei beispielhaft die Richtlinienreihe VDI 2700 „Ladungssicherung“ erwähnt. Die Bezugnahme in Gesetzen und Verordnungen entlastet den Staat von rechtlichen Detailregelungen. Auch in den Fällen, in denen VDI-Richtlinien von Vertragsparteien nicht zum Inhalt eines Vertrages gemacht worden sind, dienen sie im Streitfall als Entscheidungshilfe, wenn es im Kauf- und Werkvertragsrecht um Sachmängel geht. Hierbei besteht grundsätzlich die Vermutung, dass die VDI-Richtlinien den anerkannten Stand der Technik beschreiben.

## Ziele
VDI-Richtlinien verfolgen insbesondere die nachfolgend aufgelisteten Ziele:
- Aufstellung von Beurteilungs- und Bewertungskriterien
- Behandlung technisch-wissenschaftlicher und technisch-wirtschaftlicher Fragen
- Bereitstellung von richtungsweisenden technisch-wissenschaftlichen Arbeitsunterlagen und Entscheidungshilfen
- Beschreibung des Standes von Technik, Forschung und Wissenschaft
- Förderung von Erfahrungsaustausch und Technologietransfer
- Hilfe bei der Umsetzung von technischen Entwicklungen in die Praxis und Einleiten von technisch-wissenschaftlichen Entwicklungen
- Konkretisierung unbestimmter Rechtsbegriffe für bestimmte Bereiche im Sinne der jeweiligen Legaldefinition
- praxisnahe Erläuterung und Ergänzung nationaler, europäischer und internationaler technischer Regeln
- Publikation als allgemein anerkannte Regeln der Technik
- Schaffung einer Grundlage von Geschäftsbedingungen und Verträgen
- Schaffung von Ordnungsprinzipien
- Unterstützung entwicklungsbegleitender Regelsetzung

Die Arbeit an VDI-Richtlinien dient auch der Findung eines konsolidierten nationalen Standpunkts mit dem Ziel, diesen in die europäische und internationale technische Regelsetzung einzubringen. Der VDI e. V. unterstützt gemeinsam mit anderen technischen Regelsetzern, insbesondere dem Deutschen Institut für Normung, das Ziel, ein einheitliches, alle Gebiete der Technik umfassendes Regelwerk zu erstellen und es in den europäischen und internationalen Gremien zu vertreten.

## Erarbeitung
Ein Thema für eine VDI-Richtlinie kann jeder vorschlagen; ebenso die Überarbeitung einer bereits bestehenden VDI-Richtlinie. Wird nach Prüfung der zuständigen VDI-Fachgesellschaft ein Ausschuss gebildet, setzt dieser sich aus ehrenamtlichen Fachleuten aus den Bereichen Forschung und Lehre, Industrie, technischer Überwachung und öffentliche Hand zusammen. Anders als im DIN wird hier nicht eine Firma zum Ausschuss berufen, sondern eine natürliche Person.
Zunächst erscheint dann als Ergebnis dieses fachlichen Erfahrungsaustauschs ein VDI-Richtlinien-Entwurf (Gründruck), der einem öffentlichen Einspruchsverfahren unterzogen wird. Erst nach der Prüfung von eingegangenen Einsprüchen wird die endgültige Fassung (Weißdruck) einer VDI-Richtlinie verabschiedet. Dieses Vorgehen soll Neutralität gegenüber wirtschaftlichen Einzelinteressen sowie Akzeptanz und Praxisnähe gewährleisten.
Die Veröffentlichung von neuen VDI-Richtlinien und Richtlinienentwürfen wird im DIN-Anzeiger für technische Regeln, auf den Internetseiten des VDI sowie von DIN Media und in der Fachpresse bekannt gegeben. Richtlinienentwürfe der VDI/DIN-Kommission Reinhaltung der Luft werden zusätzlich noch im Bundesanzeiger angekündigt.

## Historie

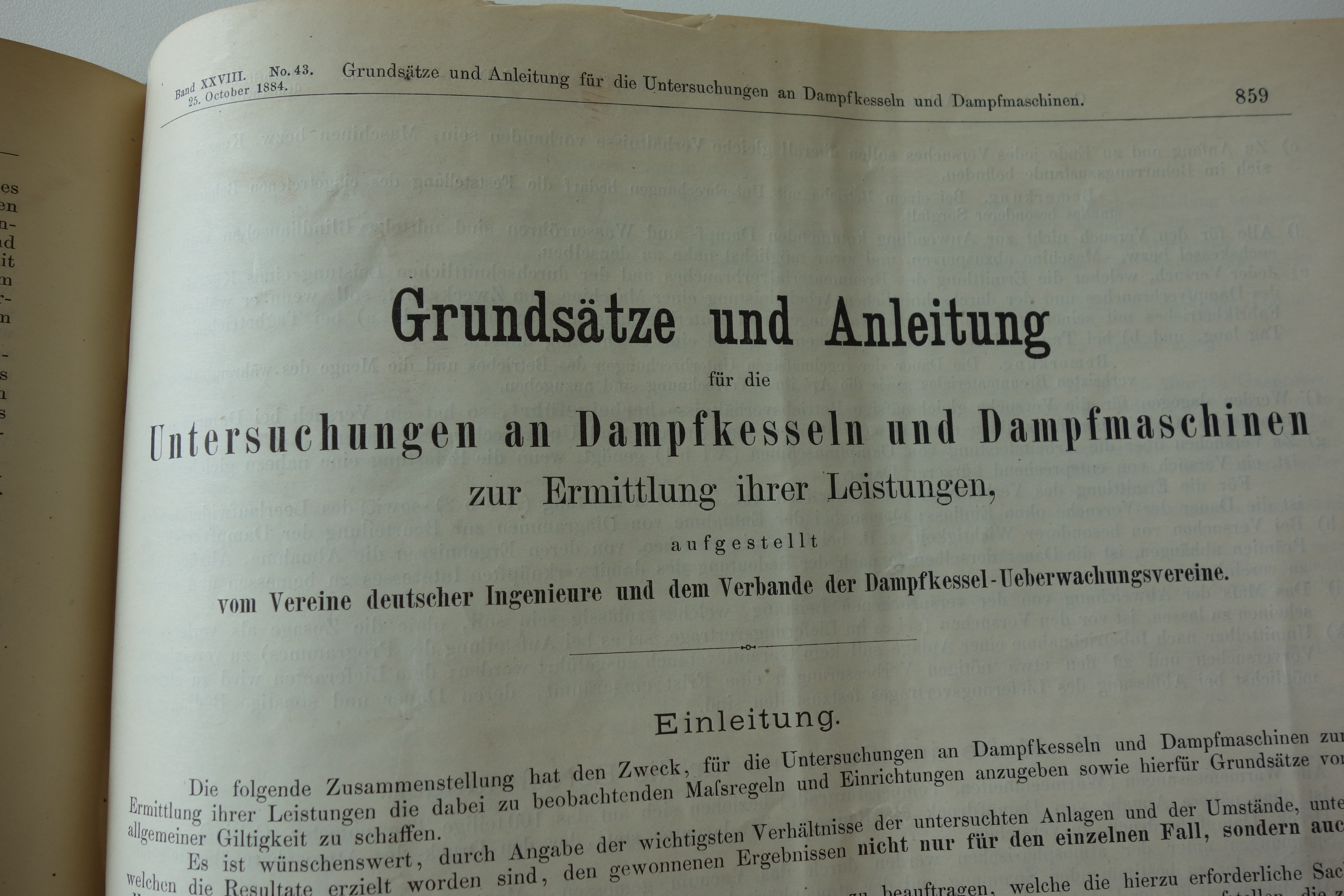
Ausschnitt aus der Zeitschrift des Vereines deutscher Ingenieure vom 25. Oktober 1884 mit der ersten VDI-Richtlinie

Im Jahr 1881 beschloss der VDI, die Vergleichbarkeit von Investitionsgütern zu fördern. Im darauffolgenden Jahr wurde in der Wochenschrift des Vereines deutscher Ingenieure  ein Richtlinienentwurfstext veröffentlicht; den Lesern dieser Zeitschrift sollte die Möglichkeit gegeben werden, zu diesem Text Stellungnahmen abzugeben. Am 25. Oktober 1884 erschien in der Zeitschrift des Vereines deutscher Ingenieure die erste VDI-Richtlinie mit dem Titel „Grundsätze und Anleitung für die Untersuchung an Dampfkesseln und Dampfmaschinen zur Ermittlung ihrer Leistungen“. Im April 1915 wurden Richtlinien zur Gestaltung und Ausführung von Prothesen für Kriegsversehrte herausgegeben. Im Januar 1958 wurde die erste von der ein Jahr zuvor gegründeten Kommission Reinhaltung der Luft herausgegebenen VDI-Richtlinie mit dem Titel „VDI 2091 Staubauswurf von Dampferzeugern über 10 t/h Leistung“ veröffentlicht.
Im Laufe der Zeit wurde die Systematik an neue technische Entwicklungen angepasst. So ist das VDI-Handbuch Reinhaltung der Luft mit dem früheren Handbuch Staub zusammengeführt und neu geordnet worden. Das VDI-Handbuch Staubtechnik wurde entsprechend nicht mehr weitergeführt. Mehrere DIN-Normenausschüsse  und VDI-Fachgesellschaften wurden zusammengelegt, und dementsprechend entstanden die VDI/DIN-Kommission Reinhaltung der Luft (KRdL) und der neue Titel VDI/DIN-Handbuch Reinhaltung der Luft sowie weitere gemeinsame Ausgaben von DIN-Normen und VDI-Richtlinien.

## Handbücher
VDI-Richtlinien werden in Handbüchern zusammengefasst.  Dabei ist es möglich, dass eine Richtlinie mehreren Handbüchern zugeordnet ist. Die die Grundsätze der Richtlinienarbeit beschreibende Richtlinie VDI 1000 ist allen Handbüchern zugeordnet. Folgende Handbücher sind verfügbar:
- VDI-Handbuch Architektur
- VDI-Handbuch Aufzugstechnik
- VDI/VDE-Handbuch Automatisierungstechnik
- VDI-Handbuch Bautechnik
- VDI-Handbuch Bionik
- VDI-Handbuch Biotechnologie
- VDI-Handbuch Elektrotechnik und Gebäudeautomation
- VDI-Handbuch Energietechnik
- VDI-Handbuch Fabrikplanung und -betrieb
- VDI-Handbuch Facility-Management
- VDI/VDE-Handbuch Fertigungsmesstechnik
- VDI-Handbuch Getriebetechnik
- VDI-Handbuch GVO-Monitoring
- VDI-Handbuch Informationstechnik
- VDI-Handbuch Kunststofftechnik
- VDI-Handbuch Ladungssicherung
- VDI-Handbuch Lärmminderung
- VDI-Handbuch Management und Sicherheit in der Umwelttechnik
- VDI-Handbuch Medizintechnik
- VDI/VDE-Handbuch Mikro- und Feinwerktechnik
- VDI-Handbuch Nutztierhaltung: Emissionen/Immissionen
- VDI/VDE-Handbuch Optische Technologien
- VDI-Handbuch Produktdatenaustausch
- VDI-Handbuch Produktentwicklung und Konstruktion
- VDI-Handbuch Produktionstechnik und Fertigungsverfahren
- VDI/VDE-Handbuch Prozessmesstechnik und Strukturanalyse
- VDI-Handbuch Raumlufttechnik
- VDI/DIN-Handbuch Reinhaltung der Luft
- VDI-Handbuch Reinraumtechnik
- VDI-Handbuch Ressourcenmanagement in der Umwelttechnik
- VDI-Handbuch Sanitärtechnik
- VDI-Handbuch Schiffbau und Schiffstechnik
- VDI-Handbuch Schwingungstechnik
- VDI-Handbuch Technik Biomasse/Boden
- VDI-Handbuch Technische Logistik
- VDI-Handbuch Technischer Vertrieb und Produktmanagement
- VDI-Handbuch Value-Management/Wertanalyse
- VDI-Handbuch Verfahrenstechnik und Chemieingenieurwesen
- VDI-Handbuch Wärme-/Heiztechnik
- VDI-Handbuch Werkstofftechnik
- VDI-Handbuch Zuverlässigkeit